# Pinkpop 1973
Pinkpop 1973 werd gehouden op 11 juni 1973 op het Sportpark Burgemeester Damen in Geleen. Het was de vierde van zeventien edities van het Nederlandse muziekfestival Pinkpop in Geleen, waar ook de eerste editie plaatsvond. Er waren circa 26.000 toeschouwers.
Presentatie: Barend Servet, Sjef van Oekel.

## Optredens
- Beck, Bogert & Appice
- Stealers Wheel
- Alquin
- Fairport Convention
- Colin Blunstone
- Wishbone Ash

Aanvankelijk stond ook Electric Light Orchestra geprogrammeerd, maar het optreden werd afgezegd. 